# Forte de São Luís do Maranhão
O Forte de São Luís do Maranhão localizava-se na ponta de terra entre o rio Anil e o rio Bacanga, a noroeste da ilha de São Luís, dominando o principal ancoradouro da ilha, no litoral do estado do Maranhão, no Brasil.

## História

### Antecedentes: o "Fort Saint Louis"
A primitiva estrutura defensiva neste local foi iniciada a partir de 8 de setembro de 1612 pela expedição colonizadora francesa de Daniel de La Touche, senhor de La Ravardière, que estabeleceu a chamada França Equinocial. O forte foi denominado de "Fort Saint Louis" em homenagem a Luís XIII de França (1610-1643), estendendo-se a denominação à povoação e a toda a ilha (SOUZA, 1885:69). De faxina e terra (BARRETTO, 1958:77), apresentava planta com dois baluartes semi-circulares ligados por uma cortina de cento e cinquenta metros de extensão (SOUZA, 1885:69). A sua artilharia foi descrita por Claude d'Abbeville, contemporâneo da sua fundação: "(...) Com o auxílio dos franceses [os indígenas] montaram no dito Forte [de São Luís], embora muito alto, vinte canhões grandes, para a sua defesa." (ABBEVILLE, 2008, p. 84). O forte construído pelos franceses era de madeira e terra, e à época da Batalha de Guaxenduba (ocorrida próximo ao Rio Munim), estava equipado com 8 peças de artilharia, segundo relato de um dos franceses capturados no confronto (DOCUMENTOS..., p. 117).
Após a capitulação francesa do Forte de São José de Itapari (julho de 1615), as forças portuguesas, sob o comando do Capitão-mor Jerônimo de Albuquerque Maranhão, concentraram-se no Convento de São Francisco (Quartel de São Francisco). Em fins de outubro de 1615 receberam o reforço de uma armada de nove navios, comandada pelo Capitão-mor da Capitania de Pernambuco, Alexandre de Moura. Este último desembarcou a 1 de novembro e o encontro dos chefes portugueses com La Ravardière se deu no dia seguinte. A 3 de novembro completou-se a rendição francesa, com a entrega do "Fort Saint Louis".

### O Forte de São Filipe

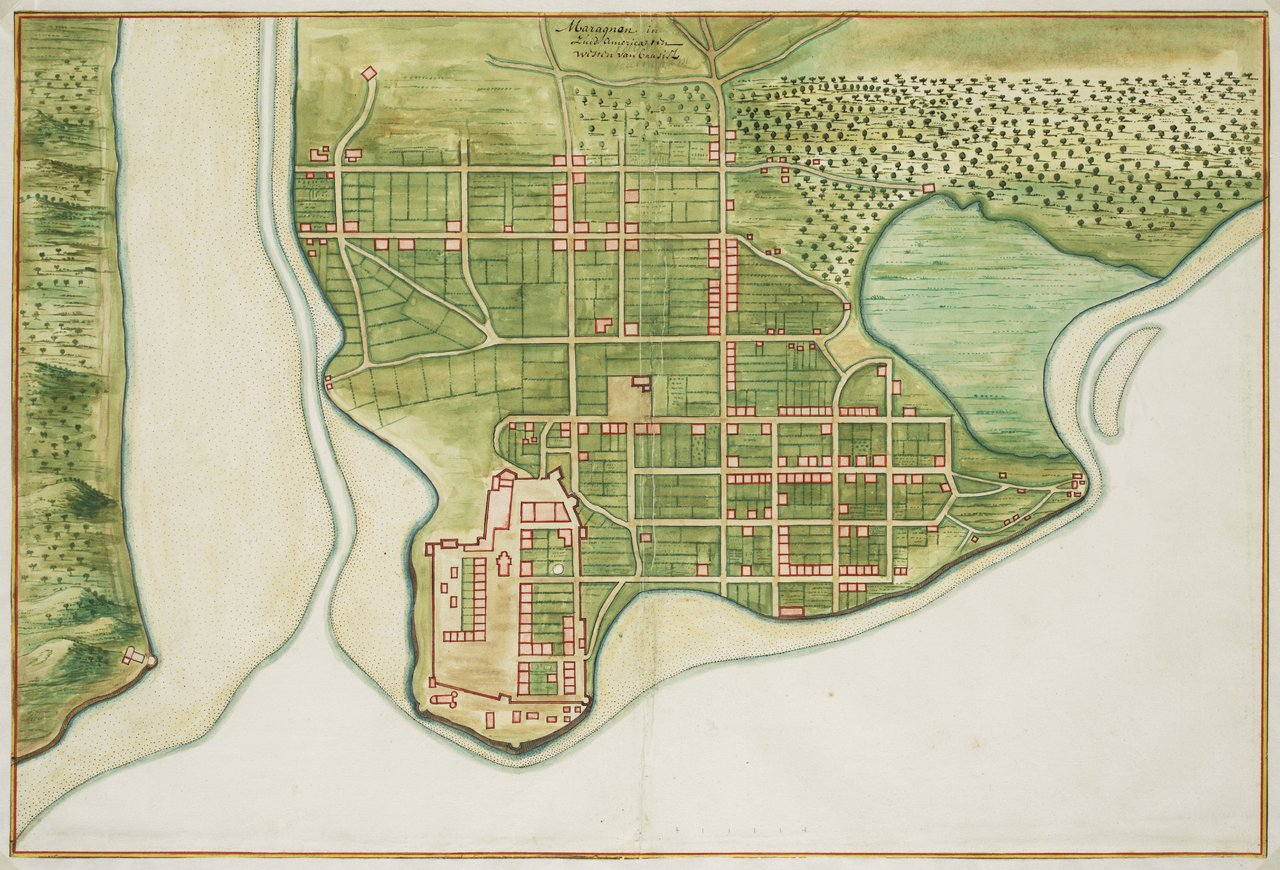
"Maranhão na América do Sul ao oeste do Brasil" (Johannes Vingboons, 1665).

Sob o comando do Capitão Henrique Afonso, o forte foi rebatizado como Forte de São Filipe em homenagem a Filipe III de Espanha (1598-1621) (GARRIDO, 1940:36), então soberano de Portugal sob a Dinastia Filipina. A estrutura encontra-se cartografado por João Teixeira Albernaz, o velho ("Capitania do Maranhão", c. 1615. Instituto Histórico e Geográfico Brasileiro, Rio de Janeiro), porém com a forma de um polígono quadrangular com baluartes pentagonais nos vértices, em estilo Vauban.
O forte foi reconstruído em 1627 no governo do Capitão-general Antônio Coelho de Carvalho, o Sardo (MARQUES, 1970:281), em pedra e cal, com risco do Engenheiro-mor e dirigente das obras de fortificação do Brasil, Francisco de Frias da Mesquita (1603-1634) (GARRIDO, 1940:36).
No contexto da segunda invasão holandesa, quando do assalto e saque de São Luís pelo Almirante Jan Corneliszoon Lichthardt, à frente de uma esquadra de quatorze embarcações, e dois mil soldados (25 de novembro de 1641), o forte encontrava-se sob o comando de Bento Maciel Parente, quase octogenário, guarnecido por apenas sessenta homens. Parente capitulou (contra a opinião de seu imediato, o Capitão Francisco Coelho de Carvalho, mais tarde governador da Capitania), sendo conduzido como prisioneiro para Recife, e de lá para o Forte dos Reis Magos em Natal, onde veio a morrer após um mês no calabouço (SOUZA, 1885:69).
A versão neerlandesa dessa conquista difere:
"Comandavam a expedição [o Almirante Jan] Lichthardt e [o Coronel Johann von] Koin, (...) afamados por um longo exercício da milícia. Partindo do porto de Pernambuco a 30 de outubro de 1641 com oito naus grandes e seis pequenas (...) navegaram eles (...) e, passando ante a fortaleza inimiga, que atirava ferozmente contra eles, lançaram ferro mesmo diante da cidade de São Luís. Koin, saltando na ilha e desembarcando as tropas ligeiramente, aproximou-se do forte para investí-lo. Vieram-lhe ao encontro dois emissários do governador da fortaleza, um civil e o outro eclesiástico, que perguntaram a Koin se ele tinha intenção de pactuar. Anuiu Koin, julgando humano não tentar pelas armas o que se poderia conseguir pela brandura. Concedendo a todos garantia de vida e de bens, penetrou no forte, desarmou os soldados da guarnição, encontrados em número de 330, e, com equitativas condições militares, fê-lo da sua jurisdição. (...) Acharam-se lá 45 peças grossas, bastante pólvora e também vinho para as necessidades do vencedor. (...) Ficaram seiscentos holandeses para acabarem as fortificações e defenderem os naturais contra os ataques do inimigo." (BARLÉU, 1974:232-233)
O domínio neerlandês no Maranhão, foi contestado desde 1643:
"Tinha-se informado [em Pernambuco] com certeza que o Maranhão sacudira o nosso jugo; que portugueses e brasileiros, mancomunados para tamanho crime, tinham trucidado com abominável ousadia, os soldados holandeses, que nada esperavam e, ocupando o forte do Calvário às margens do Itapecuru, sitiavam a cidade de São Luís, onde praticavam todas as violências da guerra; que os sitiados necessitavam de socorro imediato, porque, vencida a cidade, periclitaria a província. Os governadores de Pernambuco, (...) logo mandaram para lá, com trezentos soldados e duzentos índios conscritos no Ceará, o tenente-coronel Hinderson, para que, subjugados os cabeças da rebelião, restabelecesse ele a ordem e fizesse voltar o amor da obediência.
Atacando o inimigo com essa força, expulsou-o da sua trincheira, mas quando investiu o reduto maior, foi coagido, após acesa refrega, a bater em retirada, indo acampar ali perto. Os inimigos, por terem morrido os primeiros dos seus, sairam da ilha durante a noite inteira, e assentaram os arraiais no continente, à beira do rio, no lugar onde as gargantas dos montes fechavam as entradas. O exército deles compunha-se de setecentos homens, entre portugueses e mestiços, e mais três mil índios." (BARLÉU, 1974:250-251)
Quando da contra-ofensiva portuguesa de 1644 em Pernambuco, Antônio Muniz Barreiros, reforçado por tropas de Antônio Teixeira de Melo, atacou o Forte de São Luís (fevereiro de 1644), mas foi rechaçado, perecendo. Teixeira de Melo recuou e tomou o Forte do Calvário na foz do rio Itapicuru (1 de outubro de 1644), mantendo uma campanha de emboscadas, até que, fortalecido, marchou sobre São Luís, que conquistou, expulsando os holandeses e destruindo as fortificações (SOUZA, 1885:69).

### Os séculos XVIII e XIX
Pode ter sido designado no século XVIII como Fortaleza de São Miguel: "Para se erigir nesta cidade a Fortaleza de São Miguel foi preciso mudar as oficinas deste quartel dos governadores, em cuja ocasião se lhe deu uma reforma pelo que está mais decente" (Ofício do Governador Joaquim de Melo e Póvoas, 19 de outubro de 1755. apud: MARQUES, 1970:281). O mesmo Governador posteriormente descreveu a estrutura "(...) que esta cortina fica na ponta em que está fundada esta cidade, com os dois baluartes de São Cosme, e São Damião e tem mais duas cortinas que se fizeram para vencer a altura da dita terra, em que pode laborar muita artilharia", e computa a sua artilharia como uma peça de calibre 16, três de 12, três de 10, uma de 8, seis de 6, duas de 5, uma de 4, uma de 3, e quatro de 2 (Ofício do Governador Joaquim de Mello e Póvoas ao Sr. Martinho de Melo e Castro, 21 de janeiro de 1777. apud: MARQUES, 1970:281).
A estrutura, em alvenaria de pedra lavrada e cal, tinha 97 braças de frente (sentido norte-sul) e 7 de fundos (sentido leste-oeste). O acesso era feito pelo portão, no lado oeste. Em seu terrapleno erguia-se a edificação do Quartel da Tropa. Em cada uma das extremidades, dois baluartes semi-circulares com 157 palmos de diâmetro e 6 braças de comprimento, unidos por uma cortina de 700 palmos de extensão por 19 palmos de altura, sobre alicerce de 6 palmos de grossura (Baluartes de São Cosme e São Damião). Esta muralha não possuía parapeito, jogando a artilharia à barbeta. Em 1777, o Baluarte de São Damião estava artilhado com seis peças de 12, uma de 10 e duas de 6.
Ao de encerrar o século XVII o Governador Diogo de Souza Coutinho informava a D. Rodrigo de Souza Coutinho, no reino, que estava reedificado "o baluarte ou bateria de São Cosme e São Damião, que caiu nessa invernada" (Ofício de 1 de outubro de 1800) (MARQUES, 1970:281).
O forte foi reparado no Governo de Bernardo da Silveira Pinto, conforme uma inscrição epigráfica em latim no pano da muralha que sustenta os fundos do atual Palácio do Governo, que reza: "Esta obra se fez no feliz governo de Bernardo da Silveira Pinto. MDCCCXX." (MARQUES, 1970:281). Estava artilhado, em 26 de março de 1829, com dez peças de calibre 32, três de 18, oito de 12, e sete de 9, avaliado em 40:804$000 réis (MARQUES, 1970:281).
Foi considerado fortificação de 2ª Classe em 1850, quando estava artilhado com vinte e oito peças de diferentes calibres, à barbeta (SOUZA, 1889:70). Duas décadas mais tarde encontrava-se artilhado com quatorze peças de calibre 30, dez peças de calibre 23, três de calibre 18, nove de calibre 12, e doze de calibre 9 (MARQUES, 1970:281). SOUZA (1889) complementa que, novamente em ruínas em 1879, o governo imperial mandou recolher a sua artilharia para que se pudessem executar as obras que impediriam o seu total desmoronamento (op. cit., p. 69). Foi novamente reparada em 1889, no montante de 3:787$520 réis (GARRIDO, 1940:37).

### O século XX
GARRIDO (1940) refere que a estrutura se encontrava em ruínas quando da Primeira Guerra Mundial (1914-1918), em 1915 (op. cit., p. 36). BARRETTO (1958) reporta que, à sua época (1958), se encontrava em ruínas e abandonada (op. cit., p. 77). Foi absorvida, posteriormente, pelo "Palácio dos Leões", sede do Executivo estadual. Os "Baluartes de São Cosme e de São Damião" eram recordados por dois canhões que ornavam um monumento piramidal em homenagem à coroação do imperador D. Pedro II (1840-1889).